# Prasco
Prasco (Prasch in piemontese) è un comune italiano di 511 abitanti della provincia di Alessandria, in Piemonte.
Posto fra le città di Acqui Terme e Ovada, Prasco è un piccolo borgo dell'Alto Monferrato, noto per la sua produzione vitivinicola. 

## Storia

### Simboli
Lo stemma e il gonfalone del comune di Prasco sono stati concessi con decreto del presidente della Repubblica del 3 marzo 1998.
Il gonfalone è un drappo di bianco con la bordatura di rosso.

## Monumenti e luoghi d'interesse

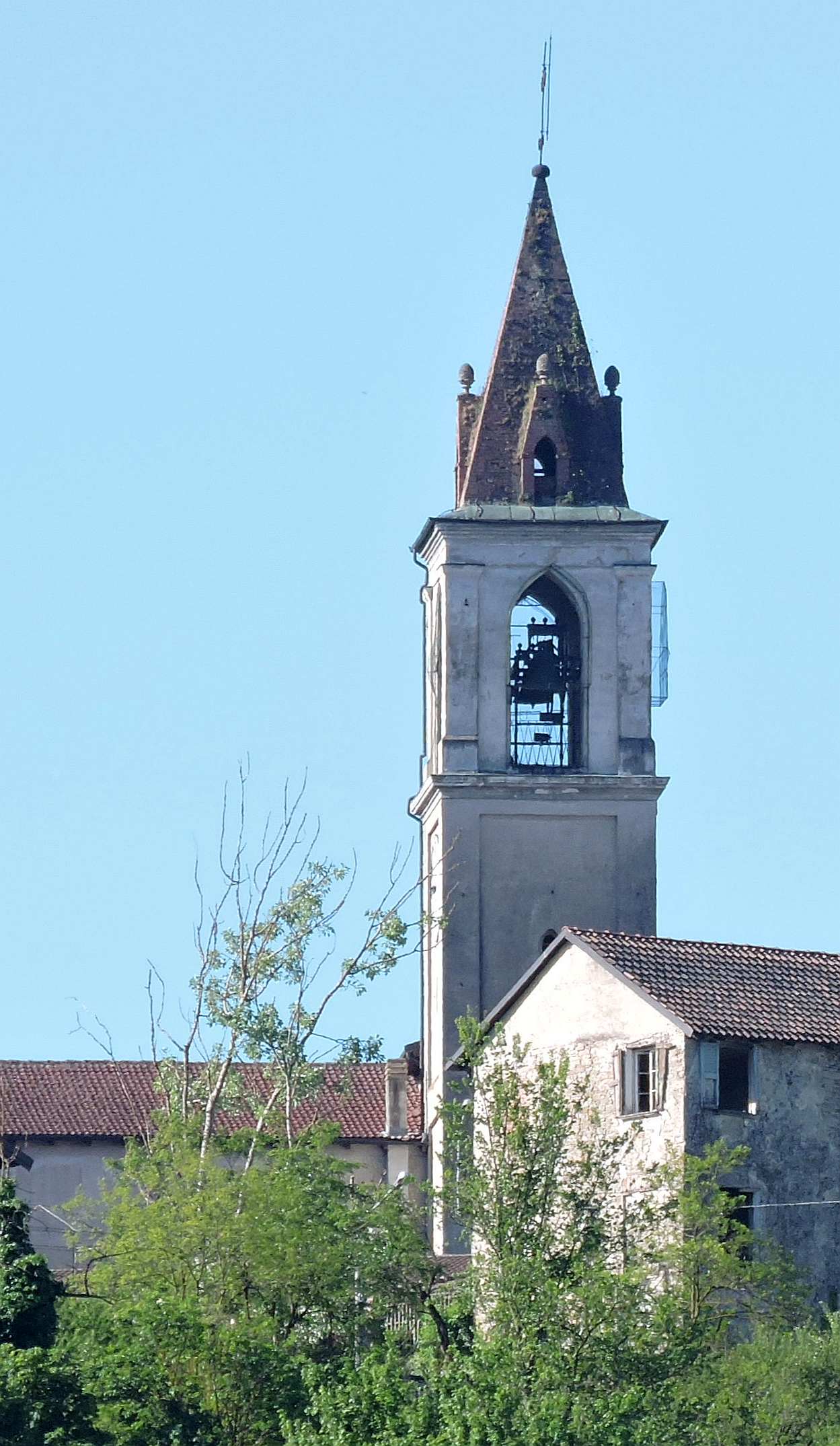
Il campanile

Il comune è conosciuto per il suo castello, inserito nel sistema dei "Castelli Aperti" del Basso Piemonte. Tre torrioni semicircolari caratterizzano la struttura, risalente al XII secolo e già sede feudale. Ne furono signori, tra gli altri, i Malaspina, i de Rege, gli Spinola e infine i Piuma. Ospita il Centro per la promozione degli studi su Giorgio Gallesio.

## Società

### Evoluzione demografica
Abitanti censiti

## Amministrazione
Di seguito è presentata una tabella relativa alle amministrazioni che si sono succedute in questo comune.
| Periodo        | Periodo        | Primo cittadino           | Partito                                        | Carica  | Note  |
| -------------- | -------------- | ------------------------- | ---------------------------------------------- | ------- | ----- |
| 10 giugno 1985 | 27 maggio 1990 | Dante Repetto             | Partito Comunista Italiano                     | Sindaco | [ 6 ] |
| 27 maggio 1990 | 24 aprile 1995 | Marco Morrielli           | Democrazia Cristiana                           | Sindaco | [ 6 ] |
| 24 aprile 1995 | 14 giugno 1999 | Enzo Facelli              | centro                                         | Sindaco | [ 6 ] |
| 14 giugno 1999 | 14 giugno 2004 | Enzo Facelli              | lista civica                                   | Sindaco | [ 6 ] |
| 14 giugno 2004 | 8 giugno 2009  | Piero Bartolomeo Barisone | lista civica                                   | Sindaco | [ 6 ] |
| 8 giugno 2009  | 26 maggio 2014 | Piero Bartolomeo Barisone | lista civica: chiesa con due spighe incrociate | Sindaco | [ 6 ] |
| 26 maggio 2014 | 26 maggio 2019 | Piero Bartolomeo Barisone | lista civica: chiesa con spighe                | Sindaco | [ 6 ] |
| 26 maggio 2019 | 9 giugno 2024  | Claudio Pastorino         | lista civica: chiesa e spighe di grano         | Sindaco | [ 6 ] |
| 9 giugno 2024  | in carica      | Claudio Pastorino         | lista civica: due spighe di grano              | Sindaco | [ 6 ] |